# Fésős András (lelkész)
Fésős András (Fésűs András) (Hirip, 1801. december 25. – Debrecen, 1855. augusztus 29.) református lelkész, egyházi író, egyházkerületi jegyző.

## Élete
Hasonnevű atyja szintén lelkész volt. Tanulmányait a szatmári gimnáziumban kezdte; atyja halála után kettőzött szorgalommal tanult, hogy ekként özvegy édesanyján könnyítsen; a debreceni kollegiumban folytatta iskoláit és 1818-ban lépett a felső osztályba; ott végezte a teológiát is, azután köztanító volt a gimnázium III. osztályában. 1827-től a kisújszállási gimnázium igazgatója volt és 1829-ben a göttingeni egyetemre ment; honnét 1830 őszén haza jött és Szatmáron az elaggott Gáti István mellett volt segédlelkész; ennek nyugalomba helyezése után pedig 1831. április 24-én rendes lelkész. 1841 májusában a debreceniek hívták meg papjuknak. Mint jeles szónok az 1843–1844. évi országgyűlésre az egyházkerület Pozsonyba őt küldte föl hitszónoknak. 1842-ben a debreceni egyházmegye megválasztotta esperesnek és a kerület főjegyzőnek; ezen hivataláról azonban 1855 januárjának elején betegsége miatt lemondott.

## Munkái
- Az isten beszédét meg nem egyelítő vallás szolga. Bemutatta a debreczeni reform. gyülekezet előtt lelkitanítói hivatalát megnyitó beszédében 1841. eszt. tavaszutó 16-án. Debreczen, 1841.
- A sokat tanított oktató, s a szenvedőket beszédeiben fölemelt vallás-szolga… Debreczen, 1841. (Buday Ézsaiás ref. superint. felett mondott gyászbeszéd. Többekkel együtt.)
- Egyházi beszédek, melyeket az 1843–44. országgyűlés alkalmával tartott. Debreczen, 1845.
- Karácsoni egyházi beszéd, tartotta a debreczeni ref. templomban 1848-ban. Debreczen.
- Közönséges alkalmi és ünnepi beszédek. 1. füzet. Közönséges egyházi beszédek. Debreczen, 1858 (és 1864. kiadta veje Német Lajos debreceni lelkész.)

Beköszöntő, kibucsuzó s jelesebb egyének felett mondott halotti beszédei az Egyházi Beszédek (II. Pest, 1845.) c. gyűjteményben, a Török-Székács-féle Protestáns Lelkészi Tárban (Pest, 1854.) és a Fördős-féle Papi Dolgozatok gyászesetekre (VII. Kecskemét, 1857.) c. gyűjteményes munkákban jelentek meg.